# Jezper Söderlund
Jezper Söderlund, švedski trance producent in DJ, * 27. avgust, 1980, Göteborg, Švedska.
Znan je predvsem pod svojim umetniškim imenom Airbase. Elektronsko plesno glasbo je začel ustvarjati leta 1994, ko je spoznal računalniški program za ustvarjanje glasbe, imenovan Scream Tracker.

## Zgodovina
Jezper je prvo pogodbo z glasbeno založbo podpisal leta 2000. Čeprav je pogosta praksa v elektronski plesni glasbi, da imajo avtorji več umetniških imen, je Jezper še posebej poznan po tem, da ima cel kup psevdonimov. To so: Scarab, First & Andre (skupaj s svojim bratom), Ozone, Mono, Inner State, J., J.E.Z.P., J.L.N.D., JZ, Loken, Mono, Narthex, One Man Army, Parc, Rah in Mika J. Jezper je tudi eden izmed ustvarjalcev znane spletne strani za ljubitelje trance-a Trance.nu.

## Diskografija
- Airbase - Lucid (Moonrising Records)
- Airbase - Tangerine / Spion (Intuition)
- Airbase - Escape / For The Fallen (Intuition)
- Airbase - One Tear Away / Rest In Peace / Medusa (Intuition)
- Airbase - Roots (Moonrising Records)
- Airbase - Garden State / Moorea (Somatic Sense)
- Airbase - Sinister (Gesture Music)
- Airbase - Emotion (Alphabet City)
- Airbase - Genie (Alphabet City)
- Airbase - Pandemonium / Ocean Realm (Alphabet City)
- Airbase feat. Floria Ambra - Denial (Black Hole Recordings)
- First & André - Cruiser (High Contrast Recordings)
- First & André - Widescreen (High Contrast / Be Yourself Music)
- Inner State - Changes (Gesture Music)
- Scarab vs Inzite - Unity Of Earth 2002 (EMT Design)
- Scarab - Vagabond (Armada Music)
- Ozone - Ionize (Gesture Music)
- Ozone - Rock (Gesture Music)
- Ozone - Rock (Take A Stand) (Gesture Music)
- Ozone - Q (Gesture Music)
- Jezper Söderlund - Angel (Alphabet City)
- Rah - Pole Position / Seven (Platipus Records)
- Rah - Glow / Wave (Platipus Records)
- J. - I Scream / Breaking The Silence (Armada Music)
- Mono - Rise (Mondo Records)
- Narthex - Bully (Discover Dark)
- One Man Army - The Anthem / Ballroom Dancer (J00F)
- Jezper - Monastery Hill (Afterglow Records)
- Jezper - Requiem (Afterglow Records)